# Chilenen

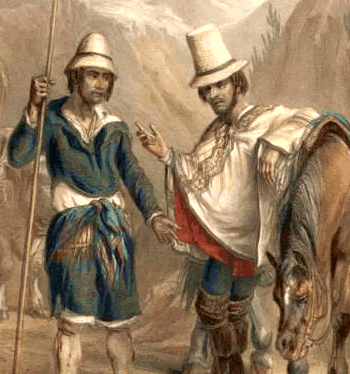
Indianen en mestiezen in Chili.

Chilenen (Chilenos) zijn de inwoners van en langdurige immigranten naar Chili. Chilenen zijn vooral van Spaanse afkomst vermengd met inheemse volkeren, met kleine, zij het belangrijke, groepen van 19e- en 20e-eeuwse niet-Spaanse Europese immigranten. De inheemse erfenis (cultureel en genetisch) is vooral zichtbaar in de landelijke gebieden.